# Zaphne pilipyga
Zaphne pilipyga är en tvåvingeart som först beskrevs av Huckett 1966.  Zaphne pilipyga ingår i släktet Zaphne och familjen blomsterflugor.
Artens utbredningsområde är Kalifornien. Inga underarter finns listade i Catalogue of Life.